# Abdiweli Mohamed Ali
Abdiweli Mohamed Ali Gaas (somali:  Cabdiweli Maxamed Cali; em árabe: عبدالولي محمد علي;) é um economista, professor e político somali.

## Biografia
Ele serviu como premiê da Somália de junho de 2011 a outubro de 2012 e brevemente como parlamentar no Parlamento Federal.
Em 8 de janeiro de 2014, foi eleito presidente da Puntlândia.